# Ньюпорт-Ньюс
Нью́порт-Нью́с (англ. Newport News) — город в США, в штате Вирджиния. По данным на 2010 год население города составляло 180 719 человек.
В городе расположен Морской музей, являющийся одним из крупнейших морских музеев мира.
По данным официального сайта города, населённый пункт получил название в честь получения отчаявшимся из-за голодной зимы 1610 года жителями Джеймстауна радостной вести о прибытии из Англии на паруснике The Susan Constant и двух других судах флотилии под командованием капитана Кристофера Ньюпорта свежих людских и других ресурсов, когда британские колонисты уже собирались покинуть эту местность; капитан привозил поселенцев и припасы с 1607 года.

## История
Вскоре после основания в 1607 году первого английского поселения в Америке — Джеймстауна — колонисты начали изучать и осваивать земли, прилегающие к комплексу бухт и гаваней, известному как «Хэмптон-Роудс». 9 июля 1610 года английские колонисты захватили индейскую деревушку Кекутан, находившуюся в районе устья ручья Хэмптон, и основали там своё собственное поселение с англиканской церковью, ставшее старейшим из непрерывно существующих английских поселений в Америке. В 1619 году Виргинская колония была разделена на четыре «города», и эти места стали частью Элизабет-сити (Elizabeth Cittie). После банкротства Лондонской компании Виргиния стала коронной колонией, и была разделена на восемь «графств»; в 1634 году эти места вошли в состав графства Уорик-ривер-шир (Warwick River Shire), в 1643 году переименованного в округ Уорик (Warwick County). Это был сельскохозяйственный регион, выделяющий земли под фермы и плантации; в 1704 году здесь было зарегистрировано 125 частных владений. С 1810 года власти округа размещались во владении Денбай (Denbigh).
В 1837 году в деревушке Ньюпорт-Ньюс-Пойнт побывал 16-летний Коллис Хантингтон, ставший впоследствии крупным железнодорожным магнатом. Когда после гражданской войны в США началась эпоха Реконструкции, то в 1870-х годах Вильямс Викхэм привлёк Хантингтона к строительству железных дорог в Вирджинии. Железные дороги позволили начать разработку залежей каменного угля в Западной Вирджинии, однако требовался глубоководный порт для вывоза угля; река Йорк в районе Ричмонда была слишком мелкой для угольных транспортов. Хантингтон решил, что юго-восточная часть округа Уорик является самым оптимальным местом для перегрузки угля с железнодорожного на морской транспорт, и в 1881 году началось движение по железнодорожной ветке до Ньюпорт-Ньюс; фермерский регион на побережье стал быстро развивающимся портом.
Строительство железной дороги в эти места было первой частью планов Хантингтона по развитию Виргинии. В 1886 году оп построил верфь Newport News Shipbuilding and Drydock Company для ремонта кораблей, прибывающих к угольному терминалу. В 1891 году верфь построила своё первое судно, буксир «Дороти» (Dorothy). К 1897 году «Ньюпорт-Ньюс» построила три больших корабля для ВМС США: канонерские лодки «Нэшвилл» (Nashville), «Уилмингтон» (Wilmington) и «Хелена» (Helena).
На короткое время власти округа Уорик переехали в Ньюпорт-Ньюс из Денбая, где они размещались с колониальных времён. Однако Ньюпорт-Ньюс рос так быстро, что уже в 1896 году решением Генеральной Ассамблеи Вирджинии Ньюпорт-Ньюс стал независимым городом (одним из двух в штате), миновав традиционную промежуточную стадию «инкорпорированного города». Так как основой экономики города стало судостроение, то понятия «мэр Ньюпорт-Ньюс» и «глава судоверфи» стали, фактически, взаимозаменяемыми, а город развивался в соответствии с логикой развития и обслуживания судоверфи.
В 1952 году округ Уорик был преобразован в независимый город Уорик. В 1958 году жители Уорика и Ньюпорт-Ньюс проголосовали на референдуме за слияние двух городов в один, для которого было взято название «Ньюпорт-Ньюс».

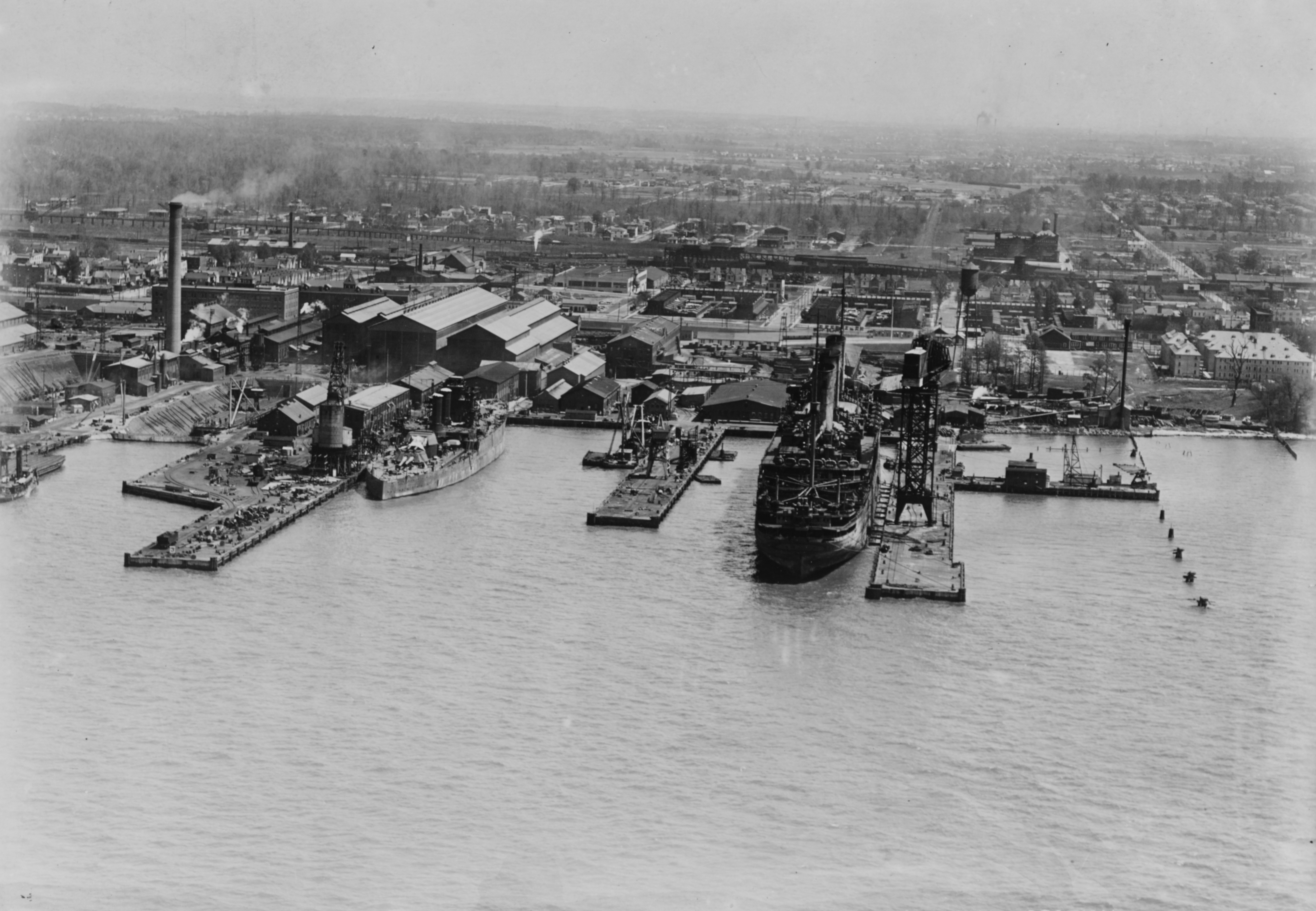
Newport News Shipbuilding, 1923

## Экономика
Город известен в первую очередь как один из центров американского кораблестроения. В городе располагаются верфи компании Huntington Ingalls Industries — крупнейшее промышленное предприятие в штате Вирджиния по количеству занятых.
Верфь «Newport News Shipbuilding» компании Northrop Grumman — одно из крупнейших предприятий военного судостроения США, где построены все атомные авианосцы и значительная часть атомных подводных лодок США.

## Города-побратимы
- Неягава, Япония
- Тайчжоу, КНР
- Грайфсвальд, Германия